# Поп-фолк
Поп-фолк (англ. pop-folk) или фолк-поп (англ. folk-pop) — музыкальный стиль, сочетающий фолк и поп-музыку. Связан с фолк-роком, но  Для поп-фолка характерны современные аранжировки народных песен или акустические «народные» аранжировки поп-песен. Фолк-поп встречается во многих регионах.
Фолк-поп появился во время бума фолк-музыки 1960-х одновременно с фолк-роком и достиг пика популярности в середине 1960-х—начале 1970-х годов благодаря успеху таких групп и исполнителей, как Simon & Garfunkel, Джони Митчелл, Донован, Кэт Стивенс, Peter, Paul & Mary, Берл Айвз, «Сонни и Шер» и Buffy Sainte-Marie.
Фолк-поп имеет много общего с фолк-роком, ведь оба стиля зародились в одно время, поэтому многие исполнители фолк-попа были определены как фолк-роковые, поскольку и те и те, как правило, используют группы поддержки и поп-структуры. Однако для фолк-попа характерно более коммерческое звучание, с меньшим использованием электрогитар и менее резкими аранжировками, мелодии более гармоничные и запоминающиеся, песни более короткие и мягкие, похожие на поп-музыку.
Близки к поп-фолку многочисленные стили появившиеся в результате слияния поп-музыки и народной музыки разных стран и культур (шлягер, зайдеко, свомп-поп, кельтский фьюжн, турбо-фолк, чалга, манеле, лаика и другие).

## Балканский поп-фолк
Хотя поп-фолк имеет корни во многих странах со своими особенностями в каждой из них, он прочно укоренился на Балканах, где под термином «поп-фолк» объединены различные жанры, представляющие из себя сплав местной фолк-музыки и поп-музыки, отличающийся яркими танцевальными темами, запоминающимися текстами, восточными и цыганскими мотивами. Самым популярным исполнителем в данном жанре в этом регионе является певец Азис. Этот термин часто используется как синонимы турбо-фолка и чалги и используется в основном в Болгарии.

## Исполнители
| США: - Simon & Garfunkel - Seals and Crofts - Дон Маклин - Джим Кроче - Lobo - England Dan & John Ford Coley - Brewer & Shipley - The Highwaymen - Бёрл Айвз - The Kingston Trio - Мелани - Ингрид Майклсон - Peter, Paul & Mary - Слим Уитман | Австралия: - The Seekers - The New Seekers Испания: - Micky y Los Tonys - Los Pekenikes Андалусия - Марифе де Триана Валенсия - El Diluvi Каталония - Els Amics de les Arts - Ran Ran Ran | Англия: - Джоан Арматрейдинг - The Springfields Ирландия; - Салли Олдфилд Канада: - Buffy Sainte-Marie - Ian & Sylvia Швеция: - Calaisa |